# بفروئیه
بفروئیه شهری از توابع بخش بفروئیه شهرستان میبد در استان یزد ایران است.
شهر بفروئیه در شمال غربی میبد واقع شده است و از سال ۱۳۹۲ از دهستان به شهر تبدیل گردیده و دارای محلات بالا، پایین، قلعه، قطب آباد، تقی‌آباد، اسد آباد، آسیاب، آغه، فاطمیه و… است. بفروئیه از معدود شهرهایی است که بافت تاریخی آن همچنان فعال است و زندگی در آن جریان دارد.

## پیشینه
بر اساس اسناد و مدارک تاریخی بفروئیه قدیم در ناحیه شمال غربی موقعیت فعلی آن بنا گردیده که بر اثر سیل ویران شده و در ۸۵۶ هجری قمری مجدداً بازسازی شده‌است. در واقع خواجه معین الدین علی میبدی وزیر عدالت آیین در خطه یزد به تعمیر آن همت گماشته و آن منطقه را معین آباد نامیده که بعدها به خاطر سطح صاف و هموار منطقه به بفرو تغییر نام داده شده‌است.
دروقف نامهٔ ربع رشیدی نوشتهٔ خواجه رشیدالدین فضل‌الله همدانی به بفروئیه اشاراتی شده و اینطور آمده که: " تمامیت قریه بفروئیه از دیه‌های مدینه میبد از نواحی بلده یزد با تمامت دو مزرعه که تابع این قریه است. یکی شهرآباد و یکی خاتون آباد و با تمامت طاحونه ای (آسیاب آبی) که دایر است بر کاریز این قریه و تمامت این املاک مشهورند و مستغنی از ذکر حدود".
هستهٔ اصلی بفروئیه قدیمی جمال آباد نام داشته که در کنار پیر بفروئیه و مزرعه شیخ ابوالقاسم کنونی واقع و همان‌طور که گفته شده با سیلی مهیب ویران می‌شود. در نتیجه مردم به محدودهٔ باغ حسین خان (دانشگاه پیام نور اردکان) رفته و مسکن می‌گزینند و پس از آن در محلهٔ کنونی مستقر می‌شوند. در کتاب جامع مفیدی اینطور آمده که: "چون اول فروردین ماه ستین و ثمانمائه رخ نمود اکثر قنوات که از طرف مهریجرد جاری و در ره گذر سیل واقع بود خراب گردید. شانزده محله از محلات خارج شهر با زمین هموار گردید که سوای عمارات عالیه دیگر عمارتی نماند… تا مدت سه شبانه روز حال برین منوال بود.

## جمعیت
بر پایه سرشماری عمومی نفوس و مسکن در سال ۱۳۹۵ جمعیت این مکان ۶٬۹۳۹ نفر (۲٬۱۰۵ خانوار) بوده‌است.

## آثار تاریخی

### مسجد جامع بفروئیه
مسجد جامع بفروئیه در قرن ۹ هجری قمری بنا گردیده و بعد از مسجد جامع میبد از قدیمی‌ترین مساجد میبد است. این مسجد از بخشهای تابستانی-زمستانی-مسجد کوچک تویی تشکیل شده‌است.
مسجد جامع بفرو همانند مسجد جامع فیروزآباد متعلق به قرن نهم هجری-قمری هست که بعد از مسجد جامع میبد از قدیمی‌ترین مساجد جامع شهرستان میبد می‌باشد. دارای تابستان خانه، زمستان خانه، مسجد کوچک تویی می‌باشد. بر بام مسجد، بادگیر و گنبدخانه و مؤذنه (محل اذان گفتن) جلوه ای زیبا دارد. ساختار بادگیر مسجد جامع بفرو در نوع خود منحصر به فرد می‌باشد.
در کتاب شیخ نارین گفته شده: مسجد جامع بفروئیه از جمله مساجد جامع میبد با سبک تابستانه – زمستانه است که قدمت آن با توجه به لوح کتیبه سردر ورودی غربی آن،
به قرن نهم ق. بازمی‌گردد. اما به نظر می‌رسد که کهن تر از این‌ها و مربوط به قرن دوم هجری و حتی پیش تر از این باشد. نشانه‌هایی از این کهن بودن به دست آمده‌است. تابستان خانه این مسجد با پوشش گنبدی و شامل ایوانی بلند است و در دو طبقه بنا شده‌است. گرمخانه مسجد در ضلع شرقی گنبدخانه با اندکی اختلاف سطح بنا شده و گویا در ادوار بعد از ساخت گسترش یافته‌است.
در سمت قبله گنبدخانه، فضایی وجود دارد که هم به عنوان محراب مورد استفاده قرار می‌گیرد و هم روزنه بادگیری است که هوای زیر گنبد را خنک می‌کند. در ضلع شمالی مسجد، تزیینات کاشی و سرامیک و ساخت یک منار دیده می‌شود که در دوره اخیر صورت گرفته‌است.
به گفته زارع زاده مدیرکل اوقاف استان یزد یکی از وقف نامه‌های قدیمی مرتبط با ماه رمضان در یزد متعلق به سال ۱۰۲۵ هجری قمری در ارتباط با تأمین و توزیع خرما در مسجد جامع بفروئیه بوده‌است.

### بقعه ابوالقاسم معروف به پیر بفرو
از دیرباز به عنوان شیخ ابوالقاسم یا پیر بفروئیه خوانده می‌شد و بر سردرب ضریح شخصیت مدفون را امامزاده شیخ ابوالقاسم معرفی کرده‌اند. . اصل بنا شامل پنج باب اتاق و یک رواق و گنبد کوچکی بود که پس از تخریب در سال ۱۳۴۵ مقدمات تعمیر آن فراهم شد و هم‌اکنون به طرز زیبایی بازسازی گشته‌است. این بقعه به پیر بفروئیه نیز مشهور است.

### خانه کدخدای بفروئیهیا خانه حاجی ملک
این خانه توسط فردی بنام حاجی ملک که از اجداد کدخدای بفروئیه است این خانه را همراه با مسجد جامع در اواسط قرن نهم هجری بنا کرده‌است. این خانه دارای دو قسمت اندرونی و بیرونی است. قسمت اندرونی یک بنای چهار ایوانی با حیاط مرکزی است که ایوان جنوبی کشیده و مرتفع آن مشابهٔ خانهٔ برونی در بیده و خانه حسینیان در یزد است.

### آب انبار‌ها
این آب‌انبارها قدمتی ۸۰۰ ساله دارند و شامل: آب انبار حاج آقا محمد- آب انبار حاج ابوالحسن-آب انبار حاج سید علی اکبر-آب انیار چهار راه توده (زورخانه دلاوران)-آب انبار حاجی حیدر

### خانه تاریخی سیدجواد طباطبایی
این خانه در فهرست آثار ملی به ثبت رسیده و دریک پلان چهار ضلعی و به صورت حیاط مرکزی طراحی و ساخته شده‌است. خانه در زمینه معماری نسبت به سایر ابنیه‌های هم عصر خود در شهر از ویژگی‌های شاخص برخوردار و متعلق به زمان قاجار است.

### مسجد امام علی بفروئیه
این مسجد کوچک در دوران صفویه بنا گردیده و در فهرست آثار ملی ایران به ثبت رسیده‌است.

### آسیاب آبیبفروئیه

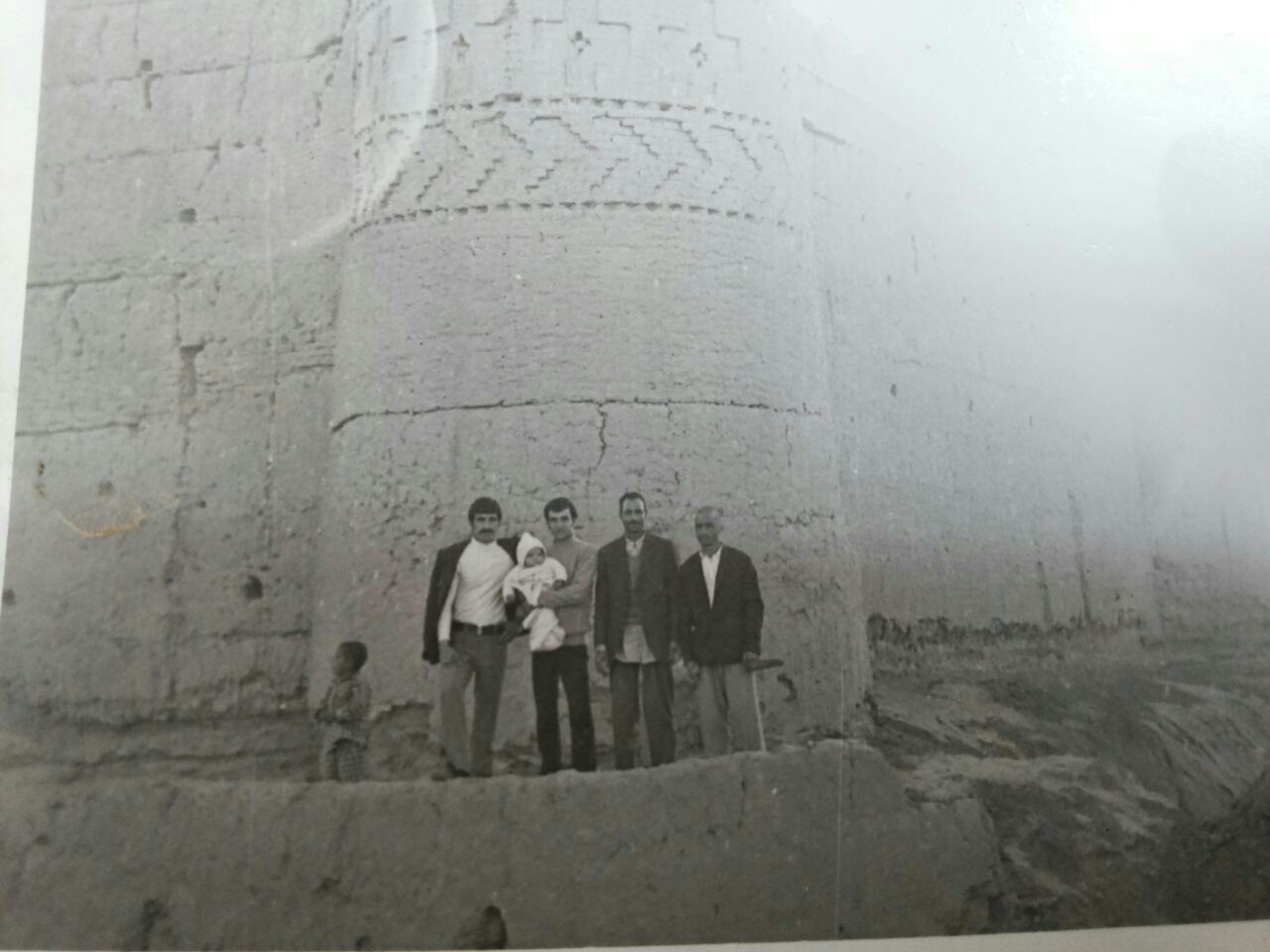
قلعه تاریخی بفروئیه ۳

این آسیاب تنها آسیاب باقیمانده بفرو است که نیاز به مرمت دارد و در باغ آسیاب (معروف به کوچه آسیاب) واقع شده‌است. آسیاب آبی بفروئیه بر سر راه آب قنات بوده و شامل تنوره، چندین اتاق، انبار گندم و راهروی ورودی است.

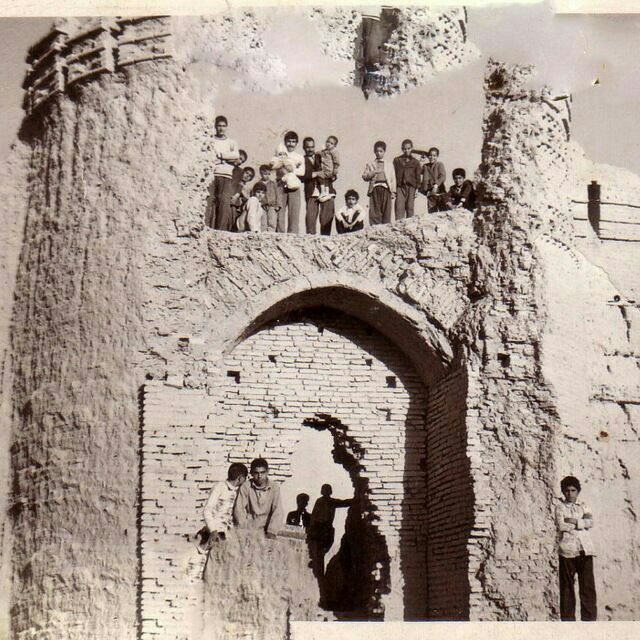
قلعه تاریخی بفروئیه

## کشاورزی

### پسته
اولین و معروف‌ترین کشاورزی بفروئیه از دیرزمان تاکنون پسته بوده که بخش وسیعی از مزارع این شهر را به خود اختصاص داده‌است. برداشت محصول پسته در بفروئیه از اواسط شهریور ماه آغاز شده و تا اواسط مهر ماه ادامه می‌یابد. محصول پسته را در بفروئیه پس از چیدن به آسیاب منتقل کرده و پوسته نرم آن را جدا می‌کنند و سپس پسته پوست کنده را در تشت‌های آب می‌ریزند تا پسته‌های مغز دار از بی مغز آن را جدا کنند و پس از جداسازی پسته‌های مغز دار را چند روز جلوی آفتاب ریخته تا خشک شود. محصول پستهٔ بفروئیه جز پسته‌های مرغوب ایران بوده و به تمام نقاط ایران ارسال و به خارج نیز صادر می‌شود.
با توجه به کاهش میزان آب در سالهای اخیر و برای جلوگیری از هدر رفت آب در باغات پسته بفروئیه اقداماتی از جمله کانال سازی صورت گرفته‌است.

## صنایع دستی

### موتابی
از گذشته‌های دور صنعت موتابی در شهرهای یزد، بروجرد، همدان، کاشان و بفروئیه رواج داشته و تولیدات این صنعت عمدتاً سیاه چادر، شال چار تخته، جهاز شتر، جوال، طناب مویی و دو نوع نخ مویی یکی به نام ناتو(nato) و دیگری قاتمه (qatma) است، که در دوران رونق روزانه تا ۵۰۰ کیلو تولید و محصول آن به زاهدان، جیرفت، بم، زابل، کرمان و شیراز صادر می‌شد. متأسفانه این صنعت در خطر محو شدن قرار دارد و نیاز به توجه مسئولین و حمایت آنهاست.
صنعت موتابی بفروییه در زمره آثار ناملموس کشور به ثبت ملی رسیده‌است.

## دانشکده علوم قرآنی بفروئیه
دانشکده علوم قرانی بفروئیه میبد به مساحت ۲۱ هزار مترمربع در میان مجموع ۱۶ دانشکده علوم قرانی ایران همیشه رتبه اول تا پنجم از لحاظ کیفی و کمی را دارا بوده‌است.
تاکنون بیش از یکهزار نفر شامل ۱۴ نفر در مقطع کارشناسی ارشد و مابقی در مقطع کارشناسی در این دانشکده فارغ‌التحصیل شده‌اند که از این تعداد ۶۴۳ نفر مشغول به کار هستند که ۲۶۳ نفر آنها در آموزش و پرورش به عنوان دبیر فعالیت دارند.